# Jurong Island
Jurong Island är en konstgjord ö som tillhör Singapore och har många petrokemiska industrier. Den är belägen sydväst om huvudön i distriktet
West Region .

## Historia

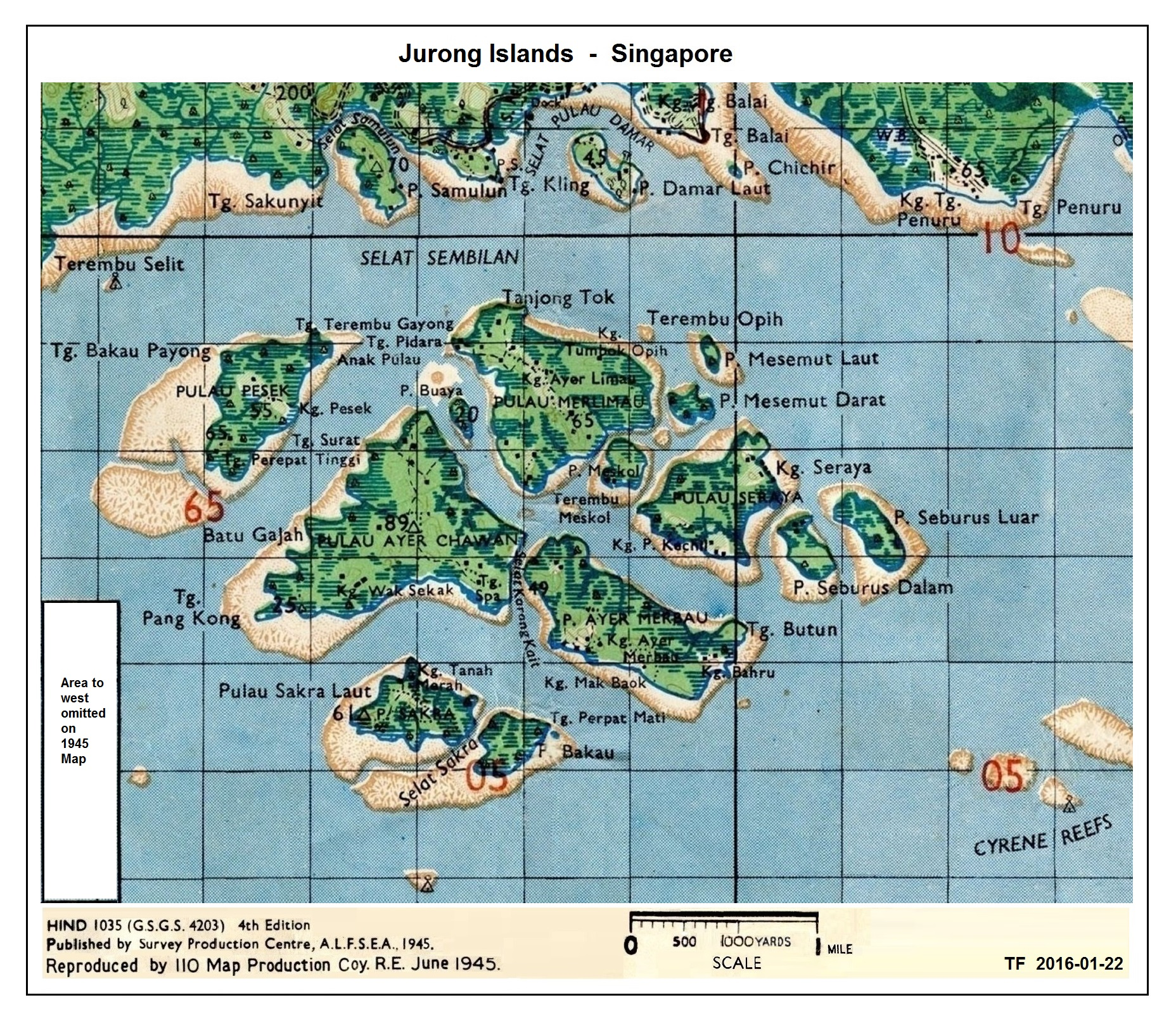
Del av en karta över Singapore från 1945.

Öarna Pulau Ayer Chawan, Pulau Ayer Merbau, Pulau Merlimau och Pulau Seraya var fram till på 1960-talet befolkade av fiskare som bodde i små byar med malaysiska trähus och palmer. Tre oljebolag planerade att bygga  anläggningar på var sin ö samtidigt som regeringen i  Singapore satsade på petrokemi. Under 1980-talet blev det brist på industrimark på huvudön och ett förslag att koppla ihop öarna söder om Jurong för att skapa mer industrimark godkändes av regeringen.
År 1995 började man invallningen av området och 14 oktober 2000 öppnade Jurong Island  officiellt. De ursprungliga sju öarna och holmarna hade en yta på 9,91 km². När projektet avslutades 25 september 2009, tjugo år tidigare än planerat, hade ytan ökat till 30 km².